# Breakthru
Breakthru je píseň britské rockové skupiny Queen, kterou napsali zpěvák Freddie Mercury a bubeník Roger Taylor, ale autorství je oficiálně připisováno skupině jako celku. Píseň vyšla v červnu 1989 na albu The Miracle a později také jako singl.

## Píseň
Píseň začíná 30sekundovou pomalou vokální částí, kterou Freddie Mercury zřejmě napsal pro jinou píseň, která nakonec nebyla nikdy vydána pravděpodobně se měla jmenovat „A New Life Is Born“. Píseň pak najednou přejde do rychlé rockové části, kterou napsal Roger Taylor. Další verze písně byly vytvořeny rozšířením nebo zkrácením úvodu.

## Videoklip
Videoklip k písni byl natočen během dvou dnů na železnici Nene Valley Railway, poblíž Peterboroughu v Cambridgeshire v Anglii. Členové Queen jedou na lokomotivě 3822, kterou pro videoklip pojmenovali The Miracle Express a tento název má velkým červeným písmem napsaný na straně.
Nápad použít ve videoklipu vlak dostal Taylor a hodilo se to k rytmu písně. V úvodu videoklipu jsou záběry na Debbie Leng, tehdy budoucí Taylorovu přítelkyni. s černou maskou namalovanou kolem očí. Rychlá část písně začíná v okamžiku, kdy vlak prorazí polystyrenovou stěnu, která je namalovaná jako cihlová zeď. Skupina byla ale s touto částí videoklipu nespokojena, protože polystyren se začal bortit ještě před samotným nárazem vlaku. Po zbytek videoklipu je na záběru jedoucí vlak a na něm skupina, hrající na své nástroje.

## Obsazení nástrojů
Queen
- Freddie Mercury – hlavní zpěv, doprovodné vokály, klavír, klávesy
- Brian May – elektrická kytara, doprovodné vokály
- Roger Taylor – bicí, klávesy, doprovodné vokály
- John Deacon – basová kytara

Přídavní hudebníci
- David Richards – klávesy, syntezátor, programování

## Umístění v žebříčcích
| Žebříček (1989)           | Umístění | Týdnů v žebříčku |
| ------------------------- | -------- | ---------------- |
| Australian Singles Chart  | 45       | 1                |
| Canadian Singles Chart    | 80       | 3                |
| Dutch Singles Chart       | 6        | 14               |
| German Singles Chart      | 24       | 12               |
| Irish Singles Chart       | 6        | 4                |
| Italian Singles Chart     | 24       | —                |
| New Zealand Singles Chart | 45       | 1                |
| Swiss Singles Chart       | 28       | 4                |
| UK Singles Chart          | 7        | 8                |